# Протопанк
Протопанк — термин, которым обозначается целый ряд исполнителей с 1950-х по 1970-е годы, которые так или иначе предвосхитили в своих произведениях появившийся в 1974 году панк-рок. Фактически протопанк не является жанром рок-музыки в полном смысле этого слова, так как различные его представители могут значительно различаться в музыкальном плане.
На протяжении всех трёх десятилетий значительная часть протопанка была представлена рок-н-ролльными исполнителями. Огромную роль в развитии протопанка в 1960-е годы сыграл гаражный рок. В 1970-е значительная часть протопанковых артистов принадлежала к таким жанрам, как глэм-рок, паб-рок, краутрок.

## История жанра

### 1950-е
Наряду с первыми представителями рок-н-ролла и рока вообще, в 50-е годы стали появляться первые попытки ужесточить этот жанр, сделать его более откровенным и агрессивным. Наиболее примечательными в этом смысле являются Литтл Ричард, который впервые стал исполнять «кричащий» и жёсткий рок-н-ролл, и Джерри Ли Льюис, чьё агрессивное поведение на сцене и обращение с инструментом стали первыми в своём роде. Также проводили эксперименты с утяжелением звука рок-н-ролла и рокабилли Бо Диддли и Эдди Кокран. В 1958 г. гитарист Линк Рей записал композицию «Rumble», в которой впервые в роке были применены эффекты фузз, дисторшн и фидбэк. Эта запись заложила фундамент для всех тяжёлых направлений в музыке, а также многими признаётся первой в истории записью гаражного рока. Другой вероятный вариант — рок-н-ролл «Dirty Robber» The Wailers, выпущенный в 1959 г.

### 1960-е
С началом британского вторжения развития протопанка началось с новой силой. Прежде всего, это стало стимулом для большей активности гаражных рокеров, многие из которых перешли на подражание британским музыкантам, но некоторые, вдохновлённые их успехом, начали создавать собственную, более бескомпромиссную музыку. Прежде всего, это The Sonics, The Seeds, The Standells, Count Five, Smokie. 
К группе «Question Mark & the Mysterians», известной в первую очередь своим суперхитом «96 Tears», впервые в истории был применён термин «панк-рок»[уточнить].
Экстремальная гаражная группа The Monks, чей репертуар строился на предельно упрощённой, доходящей до идиотизма лирике и вокальной линии и своеобразных инструментальных партиях, часто числится среди первопроходцев и нойз-рока.
Вторым, что дало британское вторжение протопанку, стали собственно британские группы. Если имидж и музыка The Beatles были сравнительно мягкими, то их главные конкуренты «The Rolling Stones» стали придерживаться более брутального имиджа и более жёсткой, ритм-энд-блюзовой музыки. В 1964 г. вышла песня The Kinks «You Really Got Me», в которой, как считается, прозвучал первый в истории музыки роковый рифф, построенный на использовании «power chord»; наряду с «Rumble», эта песня и стала основой как для метала, так и для панка. Однако самого панк-рокового звучания в британском роке добились The Who, на своих первых альбомах уже использовавшие фидбэк, плотный и мощный гитарный звук и порой провокационную лирику. Кроме того, такое звучание стали развивать «The Troggs», а аналогом «немассовому» движению гараж-рокеров Америки стал фрикбит.
Ко второй половине 60-х также стал развиваться подстёгнутый фри-джазом начала десятилетия (Орнетт Коулман) рок-авангард — анархичная и экспериментальная смесь рока, авант-джаза, блюза; это направление, в котором выделяются два имени Фрэнка Заппы и «Капитана Бифхарта», дало много протопанку. Хотя к 1966—1967 гг. и расцвету культуры хиппи гаражный рок сходил на нет, он породил одну из наиболее значительных групп десятилетия — «The Velvet Underground». Своими работами они не только зародили альтернативный рок как самостоятельный жанр, но также открыли новые границы в музыкальных (использование нойза, сугубо некоммерческие экспериментальные песни) и текстовых (лирика о грязных, неприятных сторонах жизни) возможностях рока.
К концу десятилетия последней активной сценой гаражного рока стала детройтская — она была представлена в основном тремя группами: Alice Cooper, MC5, The Stooges. Особенно важную роль в протопанке сыграли третьи, в своих песнях наиболее близко из всего протопанка приблизившиеся к «каноническому» панк-року и отмечавшиеся огромным количеством панк-музыкантов как оказавшие на них огромное влияние.

### 1970-е

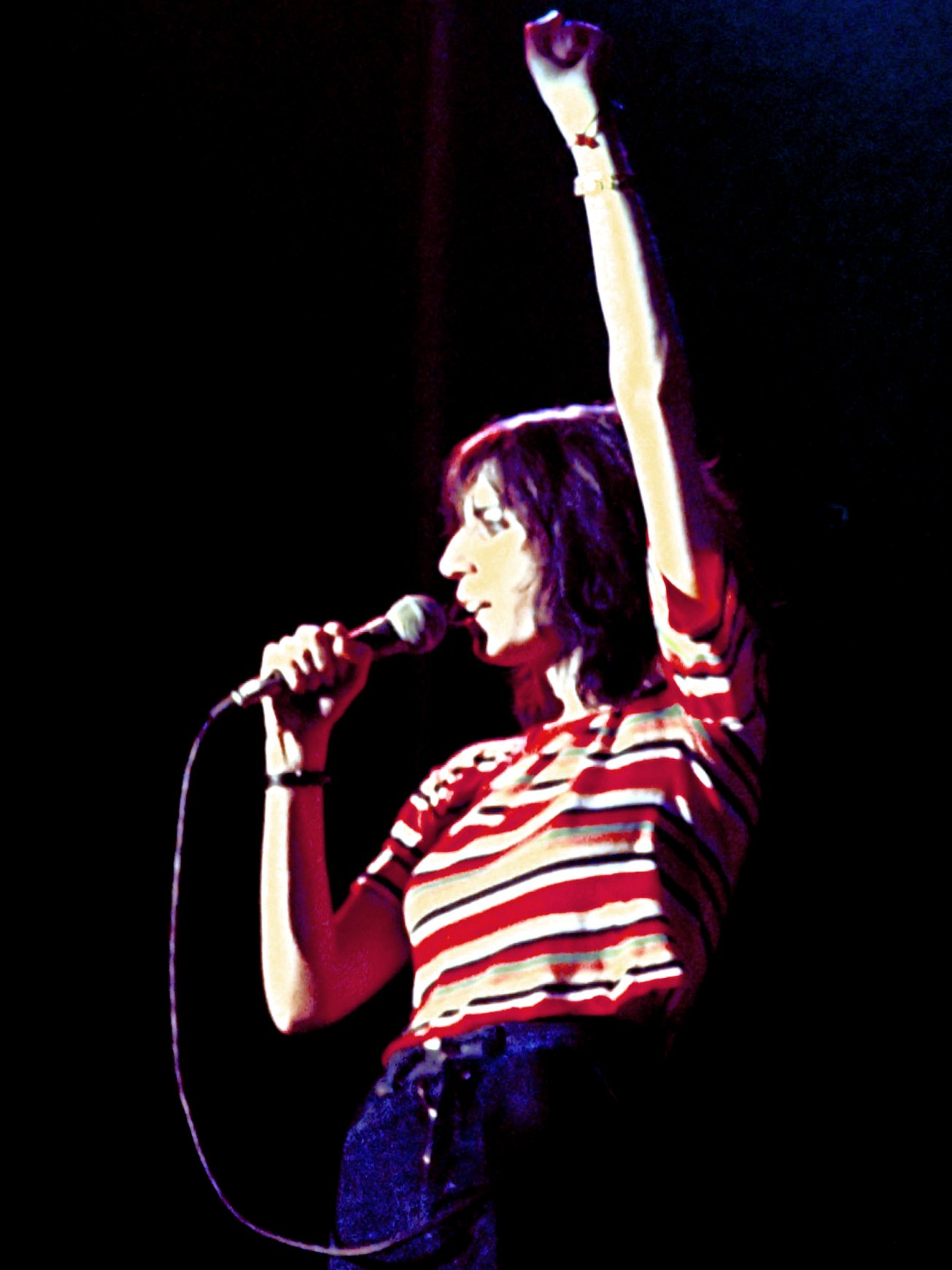
Патти Смит, 1976

Развивая наследие как The Velvet Underground, так и рок-авангардистов, в начале 70-х в Германии получило широкое развитие самое экспериментальное из направлений арт-рока — краутрок. Группы Can, Neu! и другие предвосхитили музыкальные идеи как панка, так и пост-панка. Из других представителей арт-рока некоторое влияние на панк оказал Питер Хэммил, в особенности альбом «Nadir's Big Chance».
Глэм-рок в начале 70-х очень много дал для становления прото-панка. Влияние на панк и альтернативу оказали такие исполнители, как T-Rex, Дэвид Боуи, Roxy Music. Одной из значительнейших прото-панк-групп вообще стали глэм-рокеры New York Dolls, чья эпатажность и вызывающий примитивизм, полный отказ от усложнения изначальных рок-н-ролльных структур стали фундаментом для становления панк-сцены. Также заметными можно назвать прото-панк-группы The Dictators, Rocket From The Tombs, Death и коллективы направления паб-рок.
В конечном итоге решающую роль для формирования панк-рока сыграла нью-йоркская сцена, в основном фокусировавшаяся вокруг легендарного музыкального клуба CBGB. Именно там в 1974—1975 гг. стала формироваться и «новая волна» — иногда разительно отличавшиеся друг от друга музыкально, но близкие идеологически и новаторские коллективы, такие, как Suicide, Television, Патти Смит, Talking Heads. Подстёгнутые идеями «новой волны», появляются «арт-панки» — Pere Ubu, Devo и другие, «деконструировавшие» сами музыкальные принципы 70-х. Именно из нововолновой среды и клуба CBGB и вышли первые панк-рокеры — группа Ramones, таким образом положив конец прото-панку и зародив собственно панк-рок.